# Calypogeia sullivantii
Calypogeia sullivantii là một loài rêu trong họ Calypogeiaceae. Loài này được Austin mô tả khoa học đầu tiên năm 1873.